# Орбіта необмежена
«Орбіта необмежена» (англ. Orbit Unlimited) — фантастичний роман американського письменника Пола Андерсона. Вперше опублікований у 1961 році. Входить в цикл «Історія Рустума»

## Сюжет

### Частина 1 «Комора Робін Гуда»
Земля майбутнього. Цивілізація йде до свого завершення: населення планети зростає, ресурси виснажуються, загальний рівень освіченості землян падає. Міжзоряні перельоти відкриті кілька століть тому, але вони майже нікому не цікаві, оскільки доволі дорогі і з урахуванням досвітлових швидкостей займають значний час, тому побудовано всього кілька десятків кораблів. Повстання в Північній Америці проти існуючого становища придушене, влада належить деспотичному Федеральному уряду.
Занепад цивілізації та її деградація цілком очевидні для комісара Свободи, вихідця з самих низів. У суспільстві з'явилася нова течія конституціоналістів — освічених людей і прихильників реформ. Однак ця течія буде неминуче придушена, що позбавить людство останньої надії. І комісар Свобода, син якого Ян Свобода теж є прихильником конституціоналізму, вирішує врятувати реформістів. Він пропонує їм вирушити на нову відкриту планету Рустум в системі Епсилон Ерідана, де людство отримало б шанс на виживання.

### Частина 2 «Палаючий міст»
Колоністи з числа конституціоналістів вирушили в міжзоряний політ до Рустума на п'ятнадцяти кораблях. Подорож на швидкості, яка становить близько половини світлової, повинна зайняти роки, і більша частина екіпажу і колоністів занурена в анабіоз. Радист ескадри отримує повідомлення з Землі, що влада на Землі перейшла до прихильників конституціоналістів, і ескадрі необхідно повернутися назад, оскільки Земля має потребу в освічених людях. Однак, це може бути провокацією, щоб змусити колоністів повернутися і піддати їх репресіям. Командуючий ескадрою Джошуа Коффін повинен вирішити, виконувати йому первісний наказ і долетіти до Рустума, або ж повернутися додому. Становище ускладнюється тим, що умови на Рустумі мало придатні для людини. До того ж значна кількість колоністів вирушила в космос від безвиході, і з радістю повернулася б при зміні на Землі політичного режиму. Розбудити всіх колоністів і провести референдум не виявляється можливим, а кожен день зволікання з прийняттям рішення значно збільшує час, через який кораблі можуть повернутися на Землю.
Тоді Коффін, взявши на себе відповідальність, фабрикує нову радіограму з Землі, з якої випливає, що Землю, як і раніше контролюють бюрократи. Колоністи приймають рішення продовжувати політ. Коффін, відчуваючи за собою провину, складає з себе повноваження командувача і переходить в розряд колоністів.

### Частина 3 «І все ж таки вперед»
Ескадра дісталася до Рустума і почала колонізацію. Значна частина вантажів і колоністів висаджена на планеті, але внаслідок помилки Яна Свободи разгерметизированный корабель з обладнанням для ядерного реактора опинився в радіаційному поясі Рустума, пронизаний іонізаційним випромінюванням, і не може бути спущений на поверхню планети. Без цього реактора колоністи не зможуть вижити в чужому світі і будуть змушені повернутися на Землю. Проте колоністи знаходять спосіб спустити некерований корабель на нижчу орбіту і врятувати найцінніше обладнання.

### Частина 4 «Млин богів»
Минуло сімнадцять років з моменту висадки. Люди обжилися на високогірному плато на планеті, постали перед першими труднощами, зазнали перших втрат. Для збереження генетичного різноманіття вони змушені виховувати дітей, вирощених штучним способом і тому нелюбих прийомним батькам та зненавиджених іншими дітьми.
Денні Коффін, прийомний син колишнього командувача ескадрою Джошуа Коффіна, що залишився на Рустумі, не витримав знущань і пішов гуляти в низини, де підвищений атмосферний тиск і високий вміст вуглекислого газу і азоту обтяжливі для звичайних людей. Ян Свобода допомагає Джошуа Коффіну у пошуках хлопчика. Через кілька днів вони знайшли Денні у низинах, непридатних для життя людей. Виявилося, що Денні здатний витримувати умови низин. Тепер він стає замість ізгоя героєм, і може дати початок колонізації всієї планети.